# بكورية جزائرية
البكورية الجزائرية نوع نباتي يتبع جنس البكورية من الفصيلة النجمية.